# École normale primaire
Pour les articles homonymes, voir ENI.
Une école normale primaire était un établissement chargé de former les instituteurs et institutrices en France, de 1808 à 1991.
Le système des écoles normales primaires, longtemps élément essentiel dans la structuration de l'enseignement primaire public, a perduré en France jusqu'en 1990-1991. Elles portaient communément le nom d'école normale d'instituteurs ou d'institutrices. Elles ont alors été intégrées dans les IUFM, où étaient formés les enseignants du primaire et du secondaire.
Le Japon a suivi un moment le modèle français avec la création d'écoles normales en 1886.

## Les écoles normales primaires en France
Sous le Ier Empire (1804-1814), l'article 108 du décret du 17 mars 1808 portant organisation de l'Université prévoyait la constitution de « classes normales » au sein de lycées ou de collèges « destinées à former des maîtres pour les écoles primaires ». Après la première école normale créée à Paris en 1794 — éphémère — fut ainsi créée en 1810 la deuxième « école normale » de Strasbourg grâce notamment au préfet Adrien de Lezay-Marnésia. École normale de garçons qui ne fut d'abord qu'une annexe du lycée de garçons de Strasbourg avant d'être dotée d'une existence propre et indépendante à partir de 1820. Elle prévoyait une formation des instituteurs en quatre ans, en suivant le modèle allemand. Des écoles similaires seront ensuite créées en Meuse et en Moselle.

### Avant 1879
Jusqu'en 1879, les écoles normales de garçons et celles de filles vont dispenser une formation avant tout morale et religieuse. Pendant la Restauration (1814-1830) puis la Monarchie de Juillet (1830-1848), le nombre des écoles normales de garçons atteint 13 en 1829 puis 47 en 1832 et 56 au 28 juin 1833 d'après le tableau dressé par le ministre François Guizot le 24 juillet 1833 dans sa lettre circulaire aux préfets. Ledit tableau fait état de 35 « pensionnats » et de 21 « externats » pour ces 56 écoles normales primaires en activité, de 15 écoles normales primaires projetées et de 18 départements sans projet sur un total de 86 départements.

#### La loi Guizot (1833)
Le 2 janvier 1833, le ministre de l'instruction publique François Guizot présente son projet de loi concernant l'instruction primaire devant la Chambre des députés. Dans son discours introductif, celui-ci déclare notamment :
« [...] Désormais, tout citoyen âgé de 18 ans accomplis pourra fonder, entretenir, diriger tout établissement quelconque d'instruction primaire, soit du degré inférieur, soit du degré supérieur, normal ou autre, dans toute espèce de commune urbaine ou rurale, sans autres conditions qu'un certificat de bonne vie et mœurs, et un brevet de capacité obtenu après examen. [...] Nous ne redoutons pas la liberté de l'enseignement, nous la provoquons au contraire. »
Mais ensuite, déplorant le fait que des milliers de communes rurales soient encore dépourvues d'écoles primaires et que, dans les autres, une grande partie des enfants ne soient pas scolarisés, le ministre poursuit :
« [...] De là, l'institution nécessaire des écoles publiques, c'est-à-dire d'écoles entretenues en tout ou en partie par les communes, par les départements ou par l'État, pour le service régulier de l'instruction du peuple. »

François Guizot - ministre de l'Instruction publique de 1832 à 1837.

Et après avoir défini ce qu'est un bon maître d'école et avoir déploré le fait que très souvent ils ne le soient pas, le ministre poursuit :
« [...] Mais il faut tâcher d'en former de bons ; et pour cela, messieurs, des écoles normales primaires sont indispensables. [...] Aussi nous vous proposons d'établir une école normale primaire par département. »
Ainsi, François Guizot veut obliger chaque département à créer une école normale primaire pour former les maîtres compétents dont la France a besoin selon lui. Ce projet, rapidement discuté et amendé, est voté par les deux chambres du parlement.
La loi Guizot « sur l'instruction primaire » est promulguée le 28 juin 1833 par Louis-Philippe Ier - roi des Français. Contrairement au souhait de François Guizot, la nouvelle loi ne s'applique pas aux filles dont l'instruction continue donc à relever de la réglementation précédente quelque peu restrictive. Certains des articles de cette nouvelle loi concernent les écoles normales primaires et les instituteurs, la loi obligeant chaque département à avoir une école normale de garçons :
- Article 11. - « Tout département sera tenu d'entretenir une école normale primaire, soit par lui-même, soit en se réunissant à un ou plusieurs départements voisins »[11].
- « Les conseils généraux délibéreront sur les moyens d'assurer l'entretien des écoles normales primaires. Ils délibéreront également sur la réunion de plusieurs départements pour l'entretien d'une école normale. Cette réunion devra être autorisée par ordonnance royale »[12].
- Article 12. - « Il sera fourni à tout instituteur communal, 1) un local convenablement disposé, tant pour lui servir d'habitation, que pour recevoir les élèves ; 2) un traitement fixe, qui ne pourra être moindre de 200 francs pour une école primaire élémentaire, et de 400 francs pour une école primaire supérieure ».
- Article 25. - « Il y aura dans chaque département une ou plusieurs commissions d'instruction primaire chargées d'examiner tous les aspirants aux brevets de capacité, soit pour l'instruction primaire élémentaire, soit pour l'instruction primaire supérieure, et qui délivreront lesdits brevets, sous l'autorité du ministre. Ces commissions sont également chargées de faire les examens d'entrée et de sortie des élèves de l'école normale primaire [...] ».

Cette loi aux 25 articles concernant l'instruction primaire des seuls garçons fait l'objet, le 24 juillet 1833, d'une très longue circulaire du ministre aux préfets. Dans celle-ci, le ministre leur précise les modalités d'application de la loi et, notamment, celles concernant les écoles normales primaires :
- Les dépenses « doivent être acquittées, soit avec les pensions des élèves, soit avec le produit des bourses fondées par l'État, le département ou les communes. »
- « [...] Le conseil général aura donc à fixer le taux de la pension de chaque élève et à créer un certain nombre de bourses ou de portions de bourses en faveur des aspirants qui n'auraient pas le moyen de payer, soit en totalité, soit en partie, leur pension. [...] De mon côté (dit le ministre), je suis dans l'intention d'affecter une partie du crédit qui m'est ouvert [...] soit à concourir aux dépenses fixes, soit à créer des bourses dans chaque école normale. Je vous engage à inviter les conseils municipaux des villes riches à fonder de semblables bourses, et ceux des communes rurales à payer tout ou partie de la pension de l'élève qu'ils voudraient avoir pour instituteur. Il y a lieu d'espérer que les personnes et les associations charitables créeront aussi des bourses dans ces établissements. »

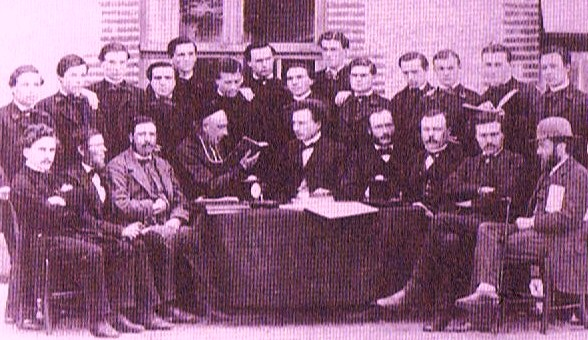
En 1865, une école normale de garçons avec son aumônier et ses autres enseignants assis et, debout, les aspirants instituteurs (élèves-maîtres) en uniforme.

Les aspirants instituteurs (ou élèves-maîtres) doivent donc financer par eux-mêmes tout ou partie de leurs courtes études en école normale à moins de bénéficier, pour tout ou partie, d'une bourse communale, départementale ou d'État. Courtes études à l'issue desquelles ils doivent obtenir un brevet de capacité pour avoir le droit d'enseigner.
En effet, la réglementation de 1833 institue les « brevets de capacité » exigés pour enseigner dans l'enseignement privé comme dans l'enseignement public. Ces brevets de capacité seront fixés au nombre de deux : un brevet « élémentaire » (BE) suivi d'un brevet « supérieur » (BS). Et c'est ainsi que tout individu de plus de 18 ans voulant exercer la fonction d'instituteur et diriger tout établissement d'instruction primaire devra alors non seulement être pourvu du certificat de moralité mais être aussi titulaire, selon le degré de l'école, d'un brevet de capacité (BE ou BS) obtenu après examen organisé dans chaque département par les commissions désignées.

#### Première école normale de filles (1838)

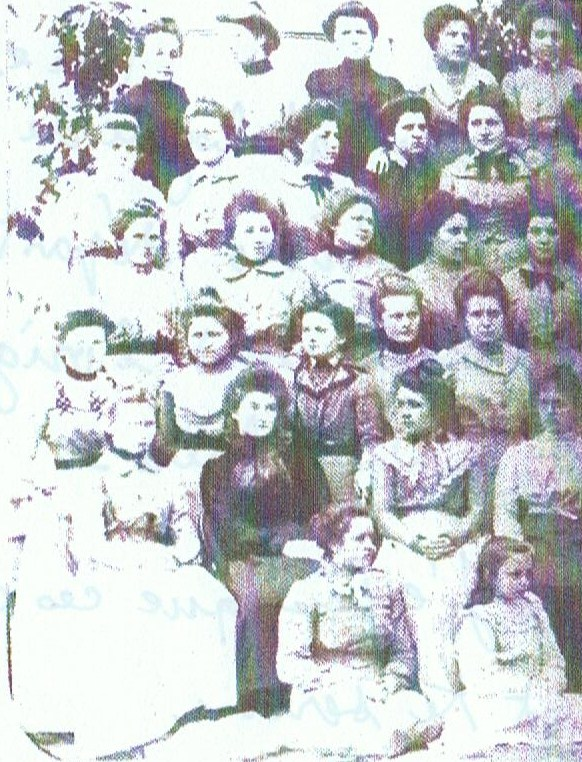
Les élèves-maîtresses du Vaucluse et des Basses-Alpes alors rassemblées à l'École normale de Digne (Basses-Alpes, France), en 1901-1902.

C'est le 2 juin 1833 que David Lévi Alvarès, en société avec M. Lourmand, ouvrit à l'Hôtel de Ville de Paris, un cours normal pour institutrices. Cinq cents institutrices vinrent tous les dimanches dans la salle Saint-Jean, à cette réunion de famille.
Cinq ans plus tard, en 1838, est créée la première école normale de filles en France. Cette création a été favorisée par l'esprit de l'ordonnance royale du 23 juin 1836 étendant aux écoles de filles une partie des articles de la loi du 28 juin 1833 à l'exclusion, notamment, de ses articles 11 et 12 concernant la création d'une école normale (de filles) dans chaque département. Dix ans après, en 1848, on compte pourtant déjà huit écoles normales d'institutrices ainsi qu'une trentaine de « Cours normaux » assurant à moindre coût pour les départements une petite formation pour celles se destinant à devenir institutrices d'écoles publiques. En 1863, pour les 85 départements français, on ne recense que 11 écoles normales de filles seulement pour 53 Cours normaux pour filles.
Sous la IIe République (1848-1852) et le Second Empire (1852-1870), les autorités se méfient des écoles normales soupçonnées de favoriser les idées démocratiques voire socialistes. Dès le 18 juin 1849, Alfred de Falloux ministre de l'Instruction publique, présentant son projet de loi favorable à la liberté de l'enseignement à l'Assemblée constituante, déclare notamment :
- « [...] À voir tous les gouvernements qui se succèdent porter la main sur l'enseignement public, il semble que tous se soient flattés d'improviser une société à leur image. La liberté d'enseignement, consacrée enfin par notre Constitution, doit mettre un terme à ces illusions et à ces tentatives. [...] La famille, pas plus que l'individu, ne doit se mettre en révolte contre l'État, mais l'État ne peut pas, ne doit pas se substituer arbitrairement à la famille. »
- « [...] Quelle est la valeur morale des écoles normales primaires ? Les instituteurs ne sont pas tous élevés dans les écoles normales. Toutefois, sur dix-sept cents places, environ, vacantes chaque année, ces écoles ne fournissent pas moins de sept cent cinquante à huit cents sujets, et ces sujets, qui devraient servir de modèle, servent en ce moment de point de mire aux critiques les plus sévères[17]. Des voix sérieuses, impartiales, politiques, se sont élevées pour demander la suppression absolue des écoles normales primaires. [...] l'institution a été attaquée en elle-même comme essentiellement vicieuse »
- « [...] Ces objections sont graves. Cependant nous avons cru que l'épreuve pouvait être continuée moyennant le contrepoids du stage fortement organisé : qu'en tout cas, ce stage devait avoir produit ses recrues avant qu'on se privât des ressources de l'école normale. Surtout nous avons voulu laisser les Conseils généraux juges des besoins ou des périls de chaque département; nous avons éveillé leur vigilance et armé leur sévérité. »
- « [...] On s'étonnera peut-être qu'aucun article du projet ne soit relatif à l'enseignement des filles [...] L'instruction est demeurée trop isolée de l'éducation, l'éducation est demeurée trop isolée de la religion. [...] C'est le but que nous avons tâché d'atteindre... en confiant au curé ou au pasteur la surveillance morale de l'école primaire »

Lors des débats à l'Assemblée, Victor Hugo — maintenant républicain — se déclare résolument hostile à ce projet qu'il juge par trop clérical et réactionnaire. Discuté et amendé, le projet d'Alfred Falloux est cependant voté. Et la loi dite Falloux relative à l'enseignement primaire est promulguée le 15 mars 1850 par Louis-Napoléon Bonaparte Président de la république. Loi dont l'article 35 ne concerne que les seules écoles normales de garçons dont l'existence est remise en cause par ses 1er et 2e alinéas :
- Article 35 - « Tout département est tenu de pourvoir au recrutement des instituteurs communaux, en entretenant des élèves-maîtres, soit dans les établissements d'instruction primaire désignés par le Conseil académique, soit aussi dans l'école normale établie à cet effet par le département ».
- « Les écoles normales peuvent être supprimées par le Conseil général du département; elles peuvent l'être également par le Ministre en Conseil supérieur, sur le rapport du Conseil académique, sauf, dans les deux cas, le droit acquis aux boursiers en jouissance de leur bourse ».

S'il oblige les départements à assurer le recrutement d'élèves-maîtres, pour leur formation l'article 35 de la loi Falloux du 15 mars 1850 leur laisse le choix entre l'école normale ou de simples écoles primaires réservées à cet effet. De plus, il stipule explicitement que les écoles normales de garçons pourront être supprimées par le conseil général voire par le ministre de l'Instruction publique. De ce fait, bien que l'enseignement religieux soit dispensé dans ces écoles normales par un aumônier y résidant et aux pouvoirs étendus, le nombre des écoles normales d'instituteurs ne progressera pas voire régressera.

### À partir de 1879, généralisation des écoles normales

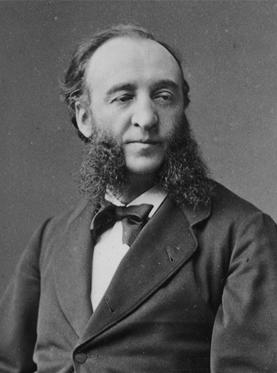
Jules Ferry.

#### Lois Jules Ferry (1879)
Sous la IIIe République (1870-1940), la victoire des républicains aux élections sénatoriales de 1879 permet l'arrivée de Jules Ferry au ministère de l'Instruction publique et des Beaux-Arts puis à la présidence du Conseil. Sont alors votées, de 1879 à 1882, les lois scolaires instituant notamment l'enseignement primaire élémentaire obligatoire, gratuit et laïque pour tous les garçons et toutes les filles de France âgés de 6 ans révolus à 13 ans (puis 14 ans en 1936), étant entendu que ceux réussissant au certificat d'études primaires (CEP) à partir de l'âge de 11 ans étaient alors libérés de leurs obligations scolaires. Sous cette impulsion, le réseau des établissements s’accroît considérablement entre 1882 et 1887, pour atteindre un total de 172 écoles normales en 1887.
La proposition de loi portant sur l'établissement des écoles normales primaires est présentée à la Chambre par le député Paul Bert lors de la séance du 14 janvier 1878. Dans son discours introductif, Paul Bert déclare :
- « Messieurs, l'article 11 de la loi du 28 juin 1833 ordonne que « tout département sera tenu d'entretenir une école normale primaire, soit par lui-même, soit en se réunissant à un ou plusieurs départements voisins. » Mais cette prescription ne s'applique qu'aux écoles normales d'instituteurs, et l'ordonnance royale du 23 juin 1836, qui étend à l'enseignement des filles la plupart des dispositions de la loi de 1833, passe sous silence les écoles normales d'institutrices. »
- « Il en résulte que, tandis qu'aujourd'hui 79 écoles normales d'instituteurs sont fondées, et la plupart depuis longtemps, il n'existe que 17 écoles normales d'institutrices dont 9 n'ont été créées que depuis la guerre (de 1870-71 - ndlr). »
- « Aucune raison sérieuse ne pourrait être mise en avant pour justifier cette inégalité. Les temps ne sont plus où l'on semblait systématiquement négliger tout ce qui a rapport à l'éducation des filles ; l'opinion publique a fini par comprendre qu'elle était aussi au moins importante à considérer que celle des garçons. Le mot célèbre de M. Jules Simon : « Quand on instruit une femme, on ne crée pas seulement une femme instruite, mais une institutrice », résume tout ce qui a été si justement développé à ce propos. »
- « Je viens en conséquence, vous demander d'appliquer aux écoles normales d'institutrices les dispositions de la loi de 1833, relatives aux écoles normales d'instituteurs. Mais il faut faire observer ici que la loi du 15 mars 1850, dont le projet primitif proposait « la destruction des écoles normales », a, par son article 41, rendu facultative la conservation des écoles déjà fondées; ajoutons que deux de ces dernières seulement (Lot et Lot-et-Garonne) disparurent en vertu de la nouvelle législation. »
- « Je pense qu'il est utile de reprendre la formule impérative de la loi de 1833. [...] »

Longuement discutée et amendée, la proposition de loi de Paul Bert sera finalement votée l'année suivante par la Chambre des députés et le Sénat.
La loi dite Paul Bert est promulguée le 9 août 1879 par le président de la République Jules Grévy. Cette loi en sept articles oblige à nouveau les départements à disposer d'une école normale primaire de garçons et, ce qui est nouveau, d'une école normale primaire de filles pour les élèves-institutrices.
- Article 1er. - « Tout département devra être pourvu d'une école normale d'instituteurs et d'une école normale d'institutrices, suffisantes pour assurer le recrutement de ses instituteurs communaux et de ses institutrices communales.

Ces établissements devront être installés dans le laps de quatre ans, à partir de la promulgation de la présente loi.
Un décret du président de la République pourra, sur l'avis conforme du Conseil supérieur de l'Instruction publique, autoriser deux départements à s'unir pour fonder et entretenir en commun, soit l'une ou l'autre de leurs écoles normales, soit toutes les deux. [...] »
- Article 2. - « L'installation première et l'entretien annuel des écoles normales primaires sont des dépenses obligatoires pour les départements ».

#### Loi de séparation des Églises et de l'État (1905)
La nouvelle réglementation redéfinit les écoles normales primaires : l'enseignement religieux va y être supprimé et remplacé par un enseignement moral et civique républicain qui légitimera le surnom de hussards noirs donné par la suite aux instituteurs notamment après le vote en 1905 de la Loi de séparation des Églises et de l'État.

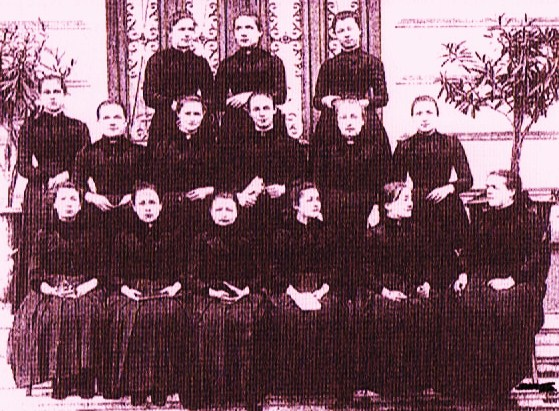
Promotion 1888-1891 de l'école normale de filles de Valence (Drôme).
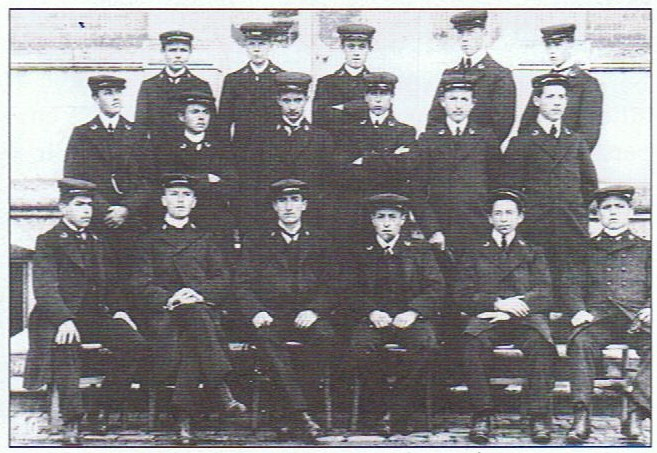
Promotion 1908-1911 de l'école normale d'Orléans en uniforme noir (voir « Hussard noir »).
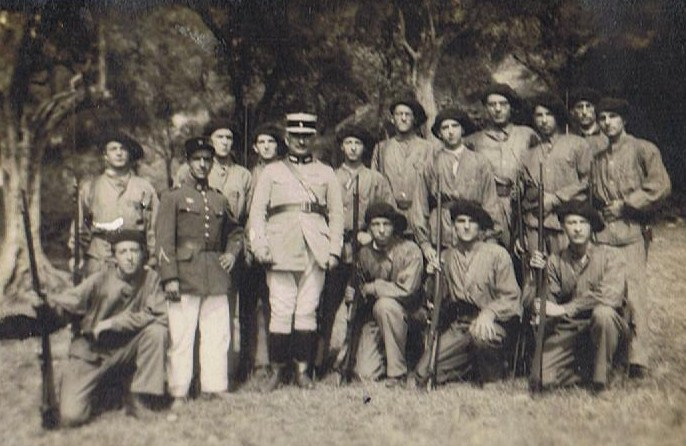
Promotion 1926-1929 de l'école normale de Nice (A.-Mmes) en cours de préparation militaire.
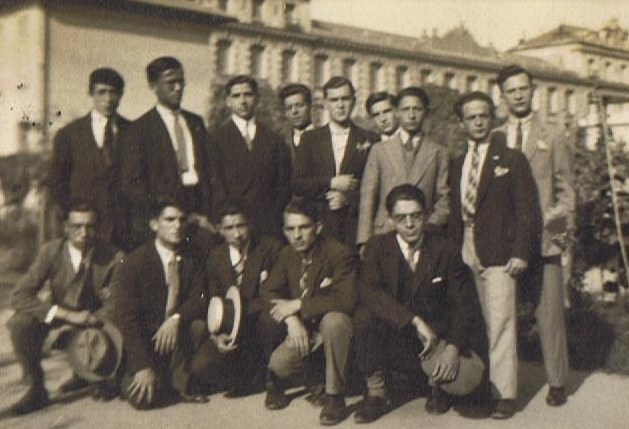
Promotion 1926-1929 devant leur école normale sise bd Pierre-Sola à Nice (Alpes-Maritimes).

En réalité, les écoles normales primaires ne vont recruter sur concours qu'une partie seulement des futurs instituteurs et institutrices. Les candidats doivent alors posséder normalement le Certificat d'études primaires (CEP) voire, par la suite, le Brevet de l'enseignement primaire élémentaire (Brevet élémentaire dit BE). Très majoritairement, ces candidats provenaient des classes des cours complémentaires ou de celles des écoles primaires supérieures (EPS) du cursus dit « populaire ». Les autres provenant des classes des collèges et lycées du cursus dit « bourgeois ». Jusqu'en 1940, les admis au concours étaient astreints à trois années de formation à l'issue desquelles ils devaient réussir au « Brevet de capacité pour l'enseignement primaire » (instituteurs-brevet supérieur) correspondant au Brevet supérieur (BEPS) et leur donnant le droit d'être nommés instituteurs stagiaires pour obtenir leur « Certificat d'aptitude pédagogique (CAP) » et donc leur titularisation.
Ainsi, la majorité des enseignants du « primaire », recrutés en dehors du cadre des écoles normales primaires et donc sans formation professionnelle initiale, devaient posséder au moins le Brevet élémentaire (BE). Ils avaient alors le statut précaire de « remplaçants » (auxiliaires révocables à tout moment) et ils devaient enseigner pendant plusieurs années avant de pouvoir éventuellement obtenir leur « certificat d'aptitude pédagogique (CAP) » et donc leur titularisation. De plus, jusqu'en 1924, le Brevet supérieur (BS) — diplôme « clef de voûte » du cursus primaire dit « populaire » — est également le diplôme terminal du cursus secondaire dit « bourgeois » des collèges et lycées de jeunes filles. En effet, jusqu'en 1924 le baccalauréat n'était préparé que dans les lycées et collèges de plein exercice de garçons, publics et privés. Les jeunes filles se présentant au baccalauréat comme candidates libres étaient alors l'exception et seules celles qui arrivaient à l'obtenir étaient admises à l'université.

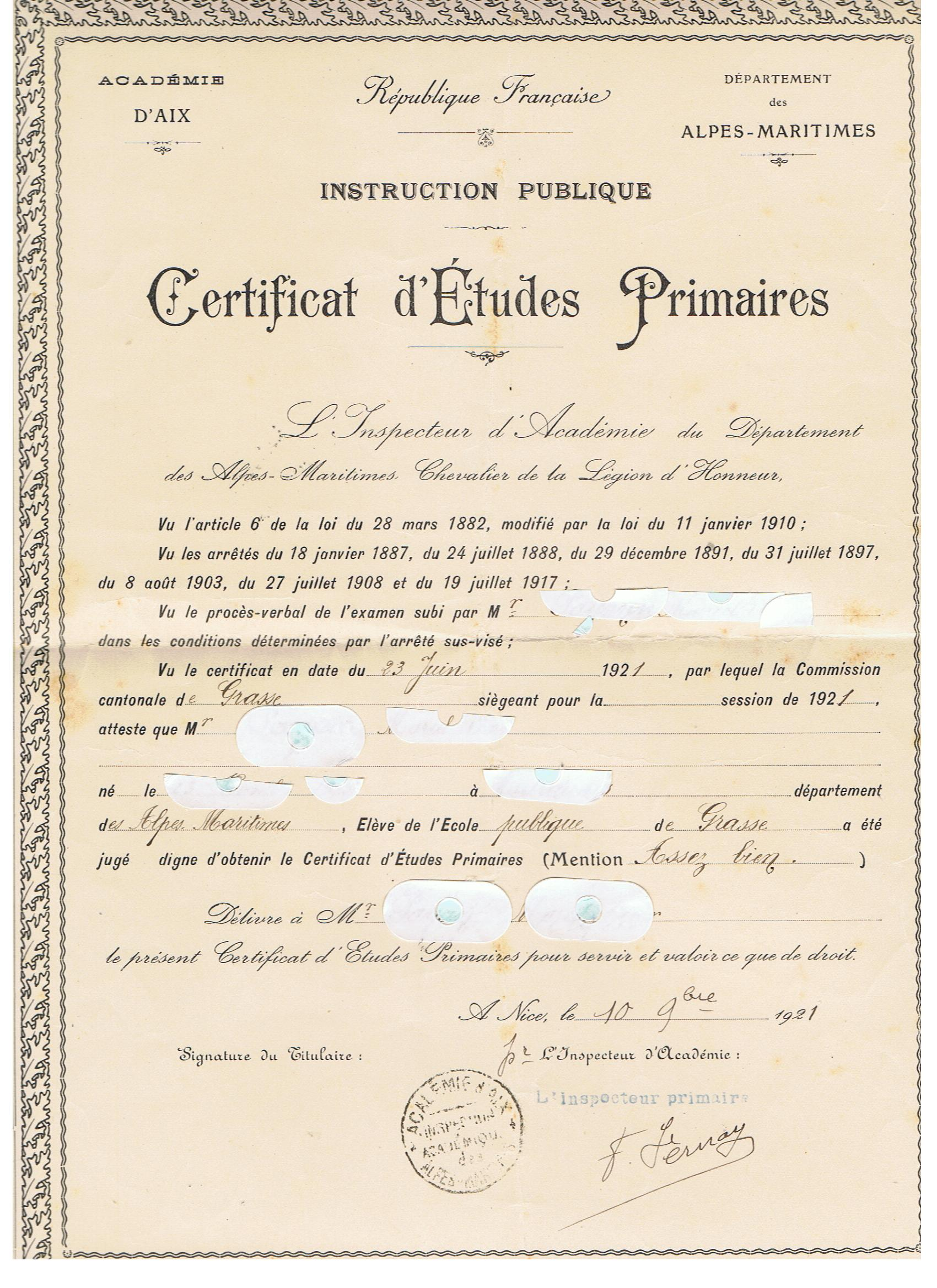
Certificat d'études primaires obtenu à partir de l'âge de 11 ans par les plus méritants.
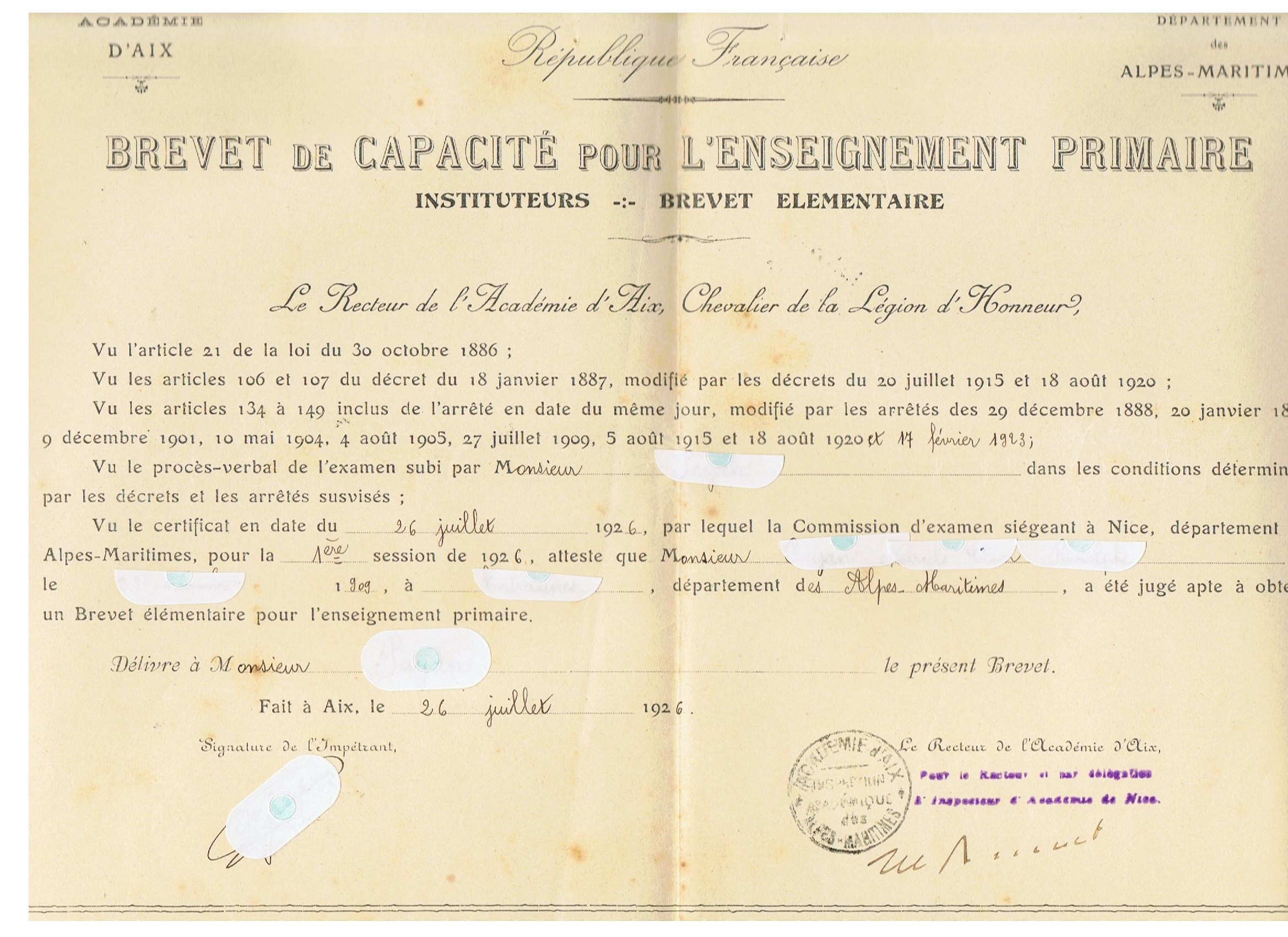
Brevet élémentaire (BE) pour l'enseignement primaire permettant d'enseigner.
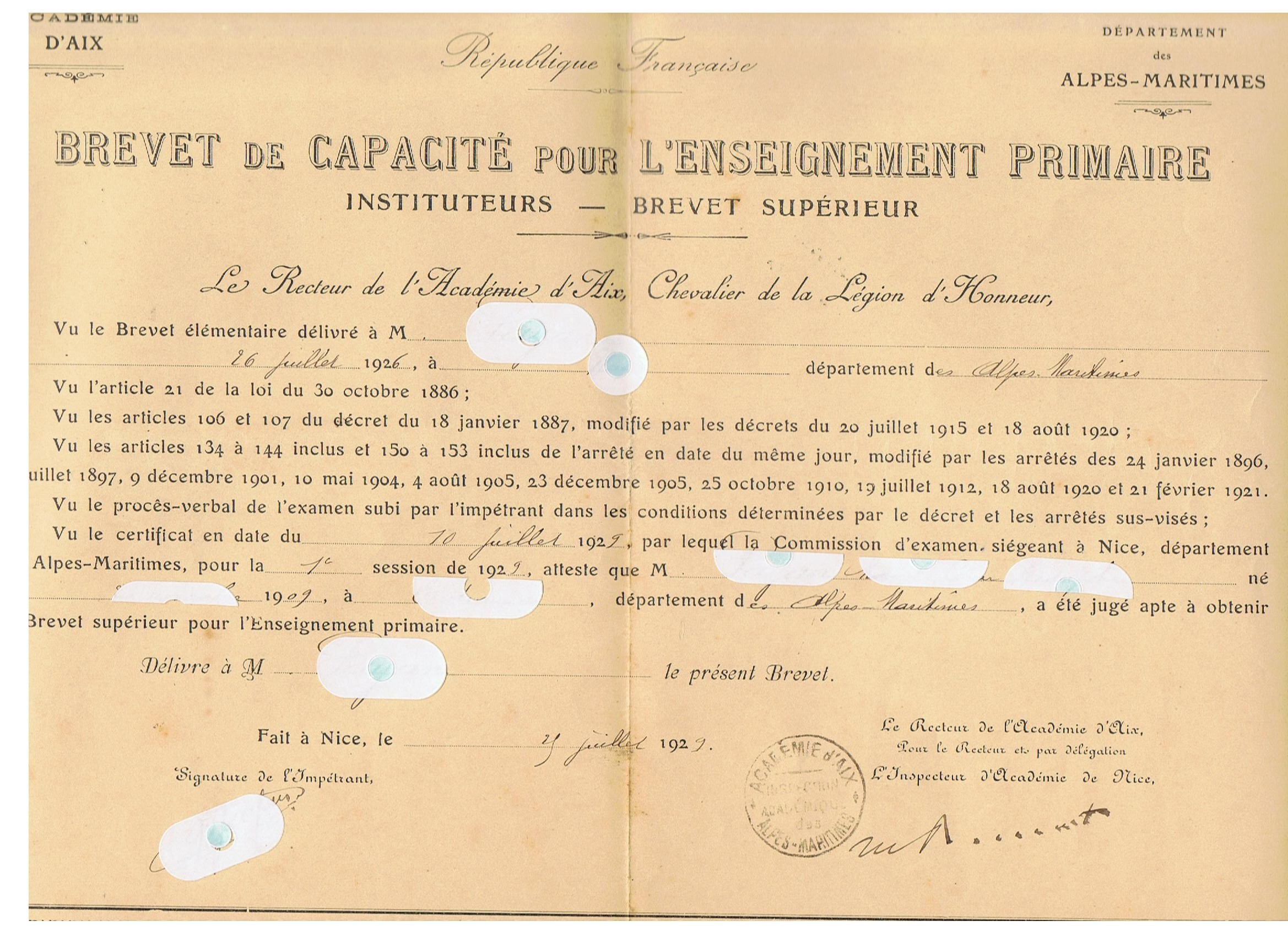
Brevet supérieur pour l'enseignement primaire permettant d'enseigner.
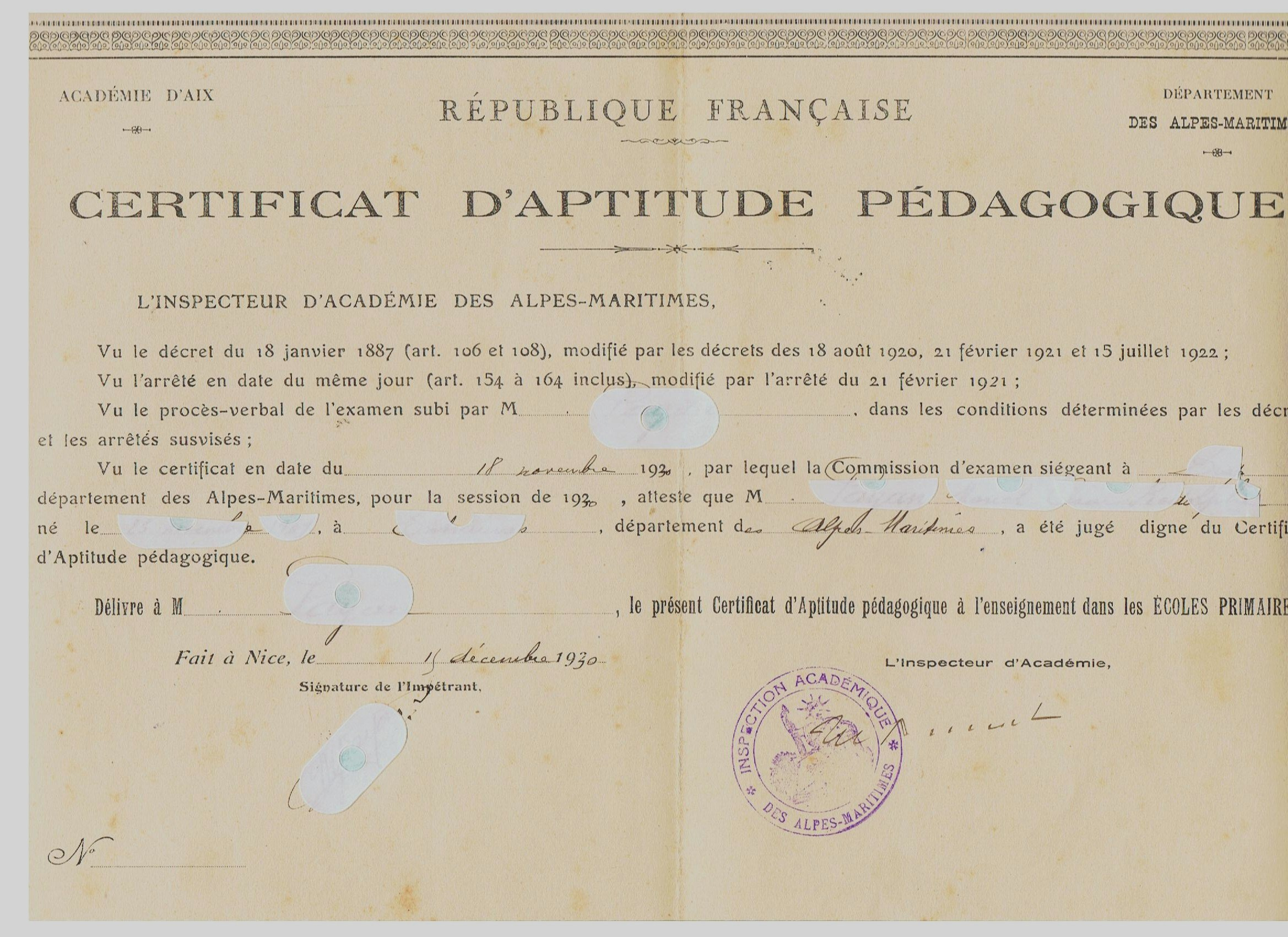
Certificat d'aptitude pédagogique à l'enseignement dans les écoles primaires.

### Les réformes avortées du Front populaire en 1936-1937
Avec le Front populaire (1936-1937), le grand projet éducatif visant à démocratiser l'enseignement — présenté par Jean Zay le ministre de l’Éducation nationale et des Beaux-Arts du gouvernement Léon Blum — fut torpillé en 1937 par la majorité conservatrice du Sénat. Sur le plan de la formation des enseignants, il prévoyait que les instituteurs seraient pourvus du baccalauréat préparé en trois ans dans les lycées par des normaliens et des normaliennes demeurant par ailleurs internes dans les écoles normales leur assurant ensuite deux véritables années de formation professionnelle modernisée.

### Régime de Vichy
Sous le régime de Vichy (1940-1944), le Brevet supérieur et les écoles normales ayant été supprimés par décret du 20 août 1941, une petite partie des futurs instituteurs et institutrices furent recrutés sur concours parmi les élèves aptes à poursuivre leurs études à partir de la seconde des collèges et lycées du cursus dit « bourgeois ». Ils furent alors astreints à plus de trois années de formation : les trois premières années en lycée, sanctionnées par l'obtention du baccalauréat, étaient suivies d'un stage dans un des « instituts pédagogiques » (33 pour les garçons et 33 pour les filles). Stage que Jean Zay, l'ancien ministre de l'Éducation nationale et des Beaux-Arts du Front populaire, qualifia de « dérisoire » dans son journal de prison. Mais, dans la clandestinité, le Conseil national de la Résistance (CNR) adopta le 15 mars 1944 son programme de gouvernement prévoyant une grande réforme démocratique du système scolaire et de l'enseignement.

### Après la Seconde Guerre mondiale

#### Les réformes avortées du Conseil national de la Résistance
À la Libération (1944-1945), la commission désignée le 8 novembre 1944 par le ministre René Capitant du GPRF présidé par Charles de Gaulle devait élaborer une grande réforme démocratique de l'enseignement. Ses propositions, adoptées à l'unanimité, sont connues sous le nom de plan Langevin-Wallon. Le recrutement des futurs maîtres du premier degré (élèves de 3 à 18 ans) devait se faire après le baccalauréat et ledit plan prévoyait donc « un système particulier de bourses pour que le recrutement des maîtres puisse rester populaire [...] Et ce n'est qu'après l'obtention du baccalauréat de leur choix que les futurs maîtres de matières communes ou de spécialités devaient faire leurs deux années préuniversitaires dans les écoles normales. Ils devaient alors y recevoir une double formation : pratique au contact des écoliers des écoles annexes et théorique spécialisée les préparant à celui des universités. » Les deux années d'école normale étant suivies pour tous par deux années de licence à l'université. Mais adopté trop tardivement et remis seulement le 19 juin 1947 (après la fin du « tripartisme » MRP-SFIO-PCF et dans le nouveau contexte de guerre froide planétaire), ce plan moderniste ne fut pas mis en œuvre par les gouvernements dits de « Troisième force » sous la IVe République et on en resta alors au clivage antérieur entre cursus primaire dit « populaire » et cursus secondaire dit « bourgeois ».

#### Rétablissement des écoles normales primaires en 1945

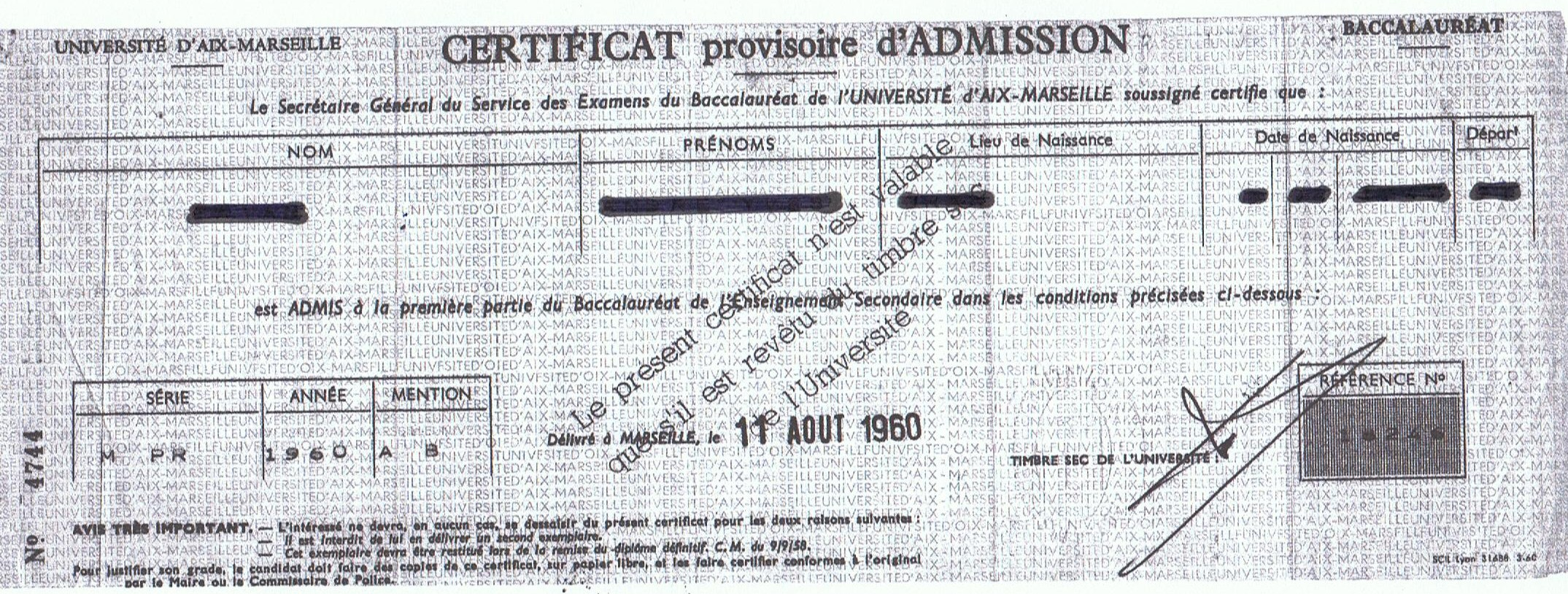
Certificat d'admission à la première partie du Baccalauréat Moderne prime (M') à la fin de la 2e année (classe de 1re M').

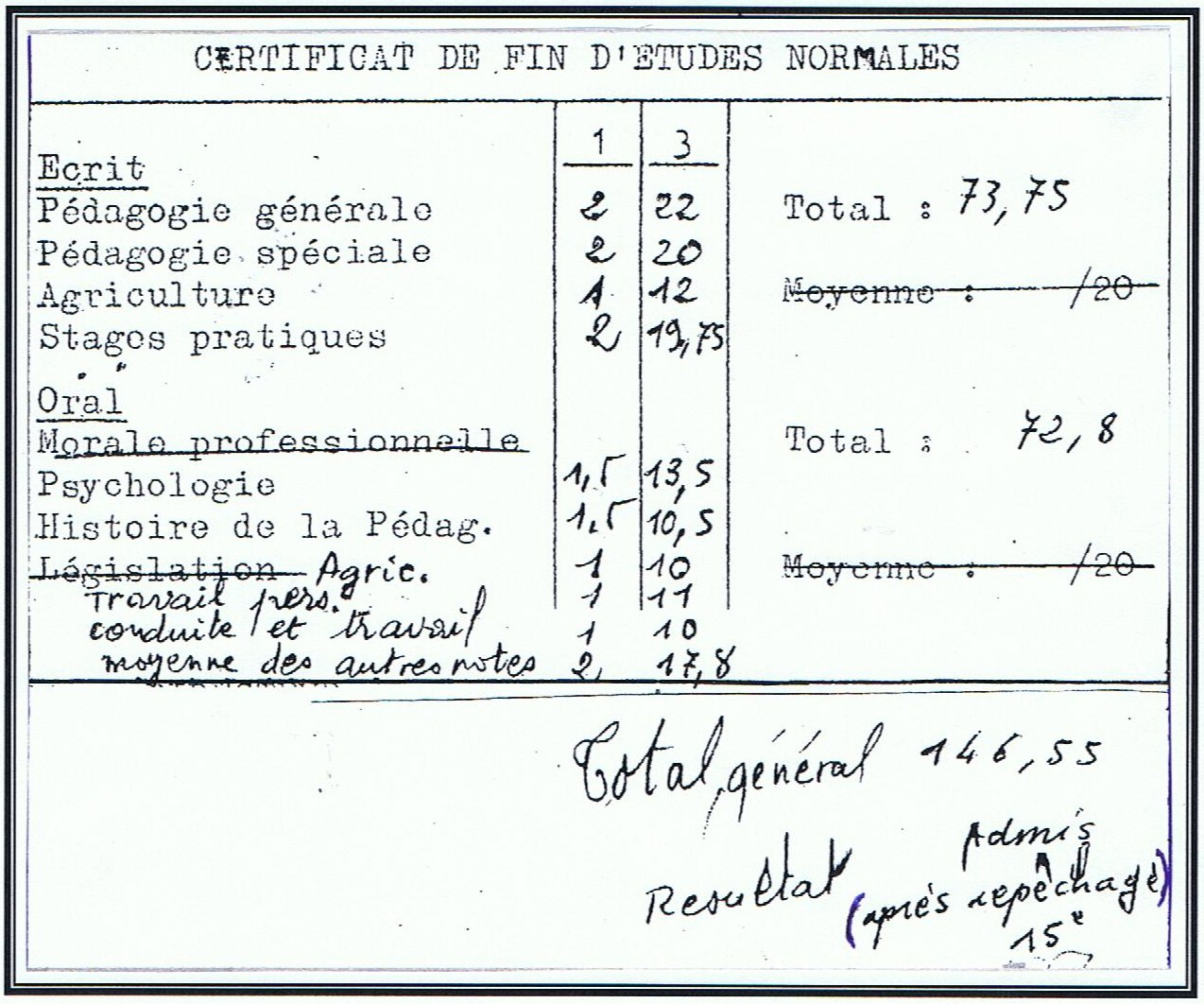
Certificat de fin d'études normales (CFEN) exigé pour être nommé instituteur stagiaire.

À partir de 1945, à la Libération, les écoles normales sont donc rétablies mais avec un recrutement s'adressant prioritairement aux élèves de troisième des cours complémentaires du cursus dit « populaire » dont les plus importants disposent d'une classe de « troisième spéciale » véritable classe préparatoire au concours d'entrée très sélectif des écoles normales primaires de garçons d'une part et de filles d'autre part. Les Élèves-maîtres et Élèves-maîtresses admis à ce difficile concours sont maintenant astreints à suivre une formation en quatre ans incluant la préparation du baccalauréat dans les écoles normales. Leurs deux premières années d'internat correspondant maintenant aux classes de seconde M' et première M' avec la préparation en 2e année des deux sessions de février et de juin de la première partie du baccalauréat « série Moderne prime (M') » avec une seule langue vivante étrangère, aucune langue ancienne (latin ou grec) mais avec une épreuve de sciences naturelles. Leur troisième année correspondant à la classe de terminale avec la préparation de la session de juin de la deuxième partie du baccalauréat « Sciences expérimentales » (dit Science-ex). La quatrième année étant une année de formation à la fois théorique et professionnelle avec des stages dans des classes d'écoles primaires et notamment celles de l'école annexe. Quatrième année sanctionnée par un examen — le fameux « certificat de fin d'études normales » (CFEN) — auquel les normaliens de 4e année devaient être admis pour prétendre être nommés sur un poste comme instituteurs stagiaires. Et à la fin de leur 1er trimestre d'enseignant, après une inspection dans leur classe, ils et elles devaient alors être admis au « certificat d'aptitude pédagogique » (CAP) pour enfin devenir instituteurs et institutrices titulaires de leur poste et donc fonctionnaires de catégorie B de la Fonction publique. À défaut, ils et elles devenaient instituteurs « remplaçants » exactement comme ceux et celles qui n'avaient pas obtenu leur CFEN à l'issue de leur quatrième année d'école normale primaire et donc aussi comme ceux et celles recrutés sur diplômes et également non titulaires jusqu'à l'obtention de leur CAP.

#### Promotion interne des élèves à partir de 1945
Selon l'étude d'André Payan-Passeron, sous la IIIe République déjà, les élèves-maîtres (garçons et filles) méritants pouvaient accéder par concours à une quatrième année d'école normale primaire c'est-à-dire à des classes spéciales par exemple celle de l'école normale de garçons de Versailles. Ces classes les préparaient au concours d'entrée de l'école normale supérieure de Saint-Cloud (créée en 1882) pour les garçons et de Fontenay-aux-Roses (créée en 1880) pour les filles. Par là, ils accédaient aux fonctions de professeur puis de directeur d'école normale primaire ou alors d'inspecteur primaire.
Sous les IVe et Ve Républiques, ceux et celles d'entre eux ayant les meilleurs résultats scolaires en 2e année peuvent alors obtenir une bourse pour effectuer leur 3e année dans une des deux classes régionales mixtes du chef-lieu d'Académie. Soit celle préparant au baccalauréat mathématiques élémentaires (dit « bac math-élem ») à l'école normale de garçons pour les forts en maths-physique et chimie, soit celle préparant au baccalauréat philosophie (dit « bac philo ») à l'école normale de filles pour les plus doués dans les matières littéraires. À l'issue de cette classe, compte tenu de leur classement et sous réserve d'avoir obtenu le baccalauréat, ils et elles pouvaient - sur avis du conseil des professeurs et décision de l'Inspecteur d'Académie - soit intégrer une classe préparatoire au concours d'entrée à l'école normale supérieure de Saint-Cloud (pour les garçons) ou de Fontenay-aux-Roses (pour les filles), soit être nommés stagiaires dans un Centre régional de formation en deux ans des professeurs de collège, soit réintégrer leur école normale primaire d'origine.
Par ailleurs, à l'issue de leur 3e voire de leur 4e année d'école normale, certains et certaines d'entre eux — parmi les plus méritants — pouvaient à leur tour obtenir une bourse pour être nommés aussi stagiaires dans un de ces centres régionaux de formation en deux ans des professeurs d'enseignement général (PEGc) de collège rattaché à une école normale du chef-lieu d'Académie. Dans ces centres de formation, ils étaient rémunérés comme fonctionnaires stagiaires et assuraient par eux-mêmes leur logement tout en bénéficiant de leur statut d'étudiant pour ce qui est des restaurants universitaires du CROUS à tarif réduit. Ils étaient astreints à des cours de formation théorique tant de pédagogie que dans les matières qu'ils allaient enseigner : français et histoire-géographie, français et langue vivante étrangère, mathématiques et sciences... Ils étaient aussi astreints, une fois par trimestre, à un stage d'un mois d'abord dans une des classes du primaire (du CP au CM2) puis dans des classes de collège (de la 6e à la 3e).
Compte tenu de ces contraintes, ils ne pouvaient que partiellement suivre les cours de la faculté dans laquelle ils avaient le droit de s'inscrire : faculté des lettres et sciences humaines pour les littéraires et faculté des sciences pour les scientifiques à l'exclusion des facultés de droit et de médecine. Ils bénéficiaient alors d'une double formation tant professionnelle qu'universitaire avec la possibilité de présenter le certificat universitaire sanctionnant la première année de faculté et donc de pouvoir être admis, éventuellement, aux Instituts préparatoires à l'enseignement du second degré (IPES) où ils étaient rémunérés comme professeurs stagiaires pendant trois ans pour préparer leur licence (dite d'enseignement) et le concours du CAPES (Certificat d'aptitude pédagogique à l'enseignement secondaire) voire pendant 4 ans pour préparer un DES (diplôme d'études supérieures) et le concours de l'agrégation et devenir ainsi professeurs certifiés ou agrégés dans les collèges ou les lycées. Ceux qui n'avaient pas la chance d'être admis aux IPES (compte tenu du très faible nombre de places mises au concours), à l'issue de leurs deux années en centre de formation devaient réussir aux épreuves écrites et orales du « Certificat de fin d'études normales » pour les collèges (CFEN - CEG) pour pouvoir prétendre être nommés sur un poste de professeur de collège dans leur département d'origine. À défaut, ils y étaient nommés, comme d'ailleurs les normaliens n'ayant pas obtenu leur CFEN, instituteurs remplaçants c'est-à-dire non titulaires d'un poste et donc révocables à tout moment. Ce qui fut la situation initiale de la majorité des instituteurs et institutrices qui, recrutés sur diplômes (BE ou BS puis baccalauréat) sans passer par une école normale primaire, devaient ainsi attendre de nombreuses années avant d'obtenir leur certificat d'aptitude pédagogique (CAP) et d'être ainsi titularisés pour devenir eux aussi fonctionnaires de catégorie B titulaires de leur poste.
Une autre voie s'ouvrait aussi, à l'issue de leur quatrième année d'école normale, pour les élèves-maîtres et élèves-maîtresses qui étaient doués sur le plan sportif. Celle du concours d'entrée dans les Instituts régionaux d'éducation physique et sportive (IREPS) qui formaient en trois ans les professeurs d'éducation physique et sportive (EPS) et permettaient à certains d'entre eux de réussir au concours d'entrée de l'école normale supérieure d'éducation physique et sportive (ENSEPS) à Paris.

### Le rôle des écoles normales primaires dans la formation des élites enseignantes
Compte tenu de ces possibilités de promotion dans le secondaire pour certains et du fait pour les autres de pouvoir devenir directeur ou directrice d'école primaire comme du fait pour quelques-uns de réussir par la suite une carrière dans le secteur privé, les écoles normales primaires constituaient donc un puissant « ascenseur social » pour ceux des normaliens et normaliennes qui étaient d'origine populaire. De ce fait, on comprend d'autant mieux que la majorité des instituteurs et institutrices en fonction ne soient pas passés par les écoles normales primaires recrutant sur concours mais aient été recrutés directement par les inspecteurs d'académie résidant dans chaque chef-lieu de département comme instituteurs remplaçants sur la base de leurs diplômes. Ainsi se précise le rôle social effectif qu'ont joué les écoles normales primaires depuis leur création, à savoir la formation de membres des élites enseignantes tant de pédagogues voire d'innovateurs en pédagogie comme Célestin Freinet que de personnels administratifs notamment de direction et d'inspection.

### Universitarisation des écoles normales primaires et remplacement par les IUFM
Dès la seconde moitié des années 1950, face à la complexité nouvelle de l’organisation des écoles normales à la suite du décret de 1946, et en particulier à la suite de la réforme Berthoin de 1959, la formation des maîtres va commencer à être prise en charge par les universités. C'est le cas dans un premier temps de la formation des maîtres de cours complémentaires. Face à des inscriptions massives en cours complémentaires après 1955, le directeur du premier degré cherche à accélérer la formation des enseignants et ouvre en conséquence la possibilité à des instituteurs titulaires de moins de 30 ans de se former en faculté, jusqu'à la création en 1960 de centres régionaux de formation des professeurs de collèges d’enseignement général préparant au certificat d’aptitude de ces professeurs, le CAPCEG.
Malgré les difficultés que le rapprochement du primaire et du supérieur présentent, la nécessité de transformer la formation initiale est évidente au milieu des années 1960. C'est ainsi que le colloque de Caen en novembre 1966 propose de placer l’université au cœur du nouveau dispositif, étant « seule capable de diriger la mutation profonde des conceptions pédagogiques en cours ». Le colloque d’Amiens en mars 1968 s'inscrira dans une même logique et c'est à la suite de ce colloque qu’Edgar Faure propose en octobre la participation de l’enseignement supérieur à la formation des élèves maîtres. Edgar Faure inscrira dans la loi d’orientation de l’enseignement supérieur du 12 novembre 1968 que les universités « forment les maîtres de l’Éducation nationale, veillent à l'unité générale de cette formation […] et permettent l'amélioration continue de la pédagogie et le renouvellement des connaissances et des méthodes ».
Après 1973, le concours de recrutement des écoles normales primaires est reporté après le baccalauréat avec une formation professionnelle portée de un à deux ans comme le prévoyait pour partie le plan Langevin-Wallon de 1947.
En 1990-1991, ces écoles normales primaires sont remplacées par les instituts universitaires de formation des maîtres (IUFM) à la suite de la loi Jospin du 10 juillet 1989.

### Des IUFM aux INSPÉ
Les Écoles supérieures du professorat et de l'éducation (ESPE) succèdent aux IUFM par la loi du 8 juillet 2013 d’orientation et de programmation pour la refondation de l’école de la République, et les concours de l’enseignement sont accessibles avec une inscription en première année de master. Selon la loi du 26 juillet 2019 pour une école de la confiance, les ESPE sont renommées « Instituts nationaux supérieurs du professorat et de l’éducation » (INSPÉ).

## Personnalités
- Marguerite Pellet (1904-1945)  institutrice spécialisée dans l'enseignement aux personnes sourdes-muettes, aveugles et handicapées mentales et une résistante française.